# Ніл Турбін
Ніл Турбін (англ. Neil Turbin; нар. 24 грудня 1963, Бруклін, Нью-Йорк, США)  — американський співак, відомий як перший постійний вокаліст треш-метал гурту Anthrax. Нині він є вокалістом і автором пісень хеві-метал гурту DeathRiders і учасником хард-рок гурту Bleed the Hunger. Турбін відомий своїми високими криками природним голосом до С6. Він єдиний ранній вокаліст «великої четвірки треш-металу», який співав у цьому діапазоні. Цей факт продемонстрували пісні «Death from Above», «Deathrider» і «Metal Thrashing Mad» з альбому Fistful of Metal.
Окрім Anthrax, DeathRiders та Bleed the Hunger за весь час своєї кар'єри Ніл взяв участь у таких музичних гуртах, як Neil Turbin East Los, Screamin Soul Demon, Sticky Wicked та Sharyot.

## Кар'єра

### Anthrax

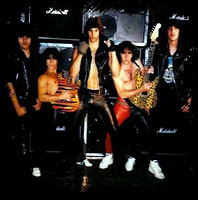
Ніл Турбін з Anthrax, 1983 рік

Коли Anthrax вперше зв'язався з Турбіном, він уже був у гурті під назвою AMRA, але пішов через кілька місяців, що спонукало його відповісти на пропозицію гурту. Він навчався у тій самій середній школі, що й Скотт Іен і Ден Лілкер, а саме у Бейсайдській середній школі в Нью-Йорку, і навчався в одному класі зі Скоттом на першому курсі. Турбін отримав посаду першого офіційного вокаліста гурту в серпні 1982 року. Його перший виступ із Anthrax відбувся 12 вересня 1982 року.
Він записав з гуртом оригінальні демо-записи та їх перший студійний альбом Fistful of Metal. Турбін написав тексти до всіх пісень цього альбому (за винятком кавер-версії «I'm Eighteen» Еліса Купера ). Він також є автором п'яти з семи пісень на міні-альбомі Armed and Dangerous, а також двох пісень на Spreading the Disease. Турбін покинув Anthrax через два тижні після першого туру гурту по Північній Америці Anthrax US Attack Tour 1984, який завершився виступом у Roseland Ballroom 3 серпня.
У 2009 році була випущена відеогра Brütal Legend, у саундтреку якої була пісня «Metal Thrashing Mad» з вокалом Турбіна. Багато пісень, які він написав і записав із гуртом, було перезаписано з різними вокалістами та з’явилося на багатьох альбомах і DVD-дисках, у тому числі двічі платиновий сертифікований The Big Four: Live from Sofia, Bulgaria.
У 2021 році Турбін разом з іншими колишніми учасниками та музичною елітою взяв участь у cвяткуванні 40-ї річниці Anthrax, яка транслювалася на офіційному YouTube-каналі гурту 3 травня 2021 року.

### DeathRiders

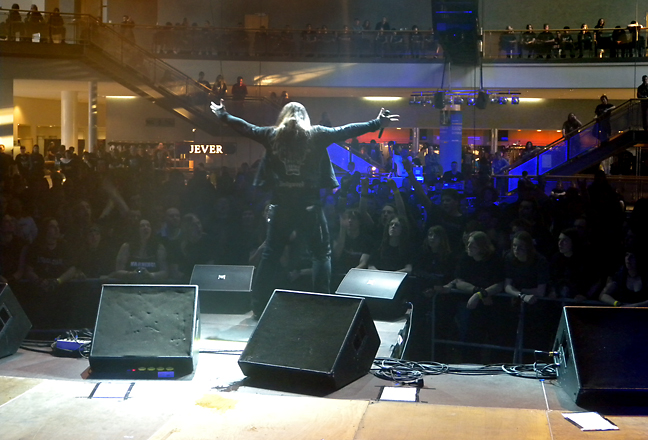
Ніл Турбін з DeathRiders, 2009 рік

DeathRiders названий на честь однієї з пісень Турбіна і був створений у 2001 році для підтримки його дебютного сольного альбому Threatcon Delta. Гурт був представлений на вечірці під відкритим небом з нагоди 41-ї річниці Rainbow Bar & Grill 21 квітня 2013 року.
У 2014 році гурт відвідав європейський тур Headbangers Open Air в місті Бранде-Гернеркірхен і шоу розігріву Headbangers Open Air 2014 в Ітцего. Європейський тур DeathRiders Fistful of Metal Alive 2014 включав численні дати в Нідерландах, зокрема в Dynamo Eindhoven, з повністю нідерландським гастрольним складом.
У 2015 році група виступала на NAMM Metal Jam і Neil та Michael's Metal Jam, а Майкл Анджело Батіо приєднався до групи на гітарі в The Slidebar у Фуллертоні, Каліфорнія. Гурт випустив відео та сингл «Never Surrender» 21 червня 2021 року на BandCamp і DeathRidersChannel на офіційному YouTube-каналі гурту. 

## Вплив
Турбін називає вокалістів важкого металу та NWOBHM із таких гуртів, як Judas Priest, Deep Purple, Black Sabbath, AC/DC, Motörhead, Accept, Riot та Saxon, як вплив на свій вокальний стиль, хоча на нього також сильно вплинула панк-сцена Нью-Йорка 1970–1980-х років, включаючи такі групи, як Generation X, Ramones, Niki Buzz, The Bullets, Vendetta, Mayday, Steve Johnstad, Son, Wayne County & the Electric Chairs, Neon Leon, Walter Lure & The Heartbreakers, The Clash, Sex Pistols та MC5.

## Дискографія

### Студійні альбоми
- DeathRiders – The Metal Beast (2018)
- Сольна робота – Threatcon Delta (2003)
- Anthrax – Fistful of Metal (1984), Armed and Dangerous (1985)

### Збірники
- 12 Commandments in Metal (1985) – "Soldiers of Metal" (Anthrax)
- Fistful of Anthrax (1987) – усі треки, крім "Raise Hell" і "Panic" (Anthrax)
- Precious Metal – "I'm Eighteen" (Anthrax)

### Як запрошений вокаліст
- Kuni – Masque (1986)
- Robby Lochner (1997) – "Still Burning" and "Inside Information"
- DC to Daylight (1997) – "Still Burning" and "Inside Information"
- A Tribute to Limp Bizkit (2002) – "Faith[en]"
- Jack Frost[en] – Out in the Cold (2005) – "Crucifixation"
- Race Track Rock (antiMUSIC records compilation) (2007) – "Piece of Me"
- Quiet Riot – Hollywood Cowboys (2019) – "Change or Die", "Insanity"
- THOR – We Fight Forever (2021) – "We Fight Forever"